# Revelations: The Demon Slayer
Revelations: The Demon Slayer (女神転生外伝 ラストバイブル) est un jeu vidéo de rôle développé par Access et Multimedia Intelligence Transfer, et édité par Atlus, Index et Sega, initialement sorti sur Game Boy le 25 décembre 1992 au Japon sous le nom de Megami Tensei Gaiden: Last Bible.

## Synopsis
Sur une planète lointaine, une race ressemblant aux humains possède la capacité de faire appel à un pouvoir appelé Gaia. Le joueur incarne un jeune garçon, nommé El, qui apprend les arts de Gaia. Cependant, la terre est en danger — une force maléfique approche. Avec l'aide de ses amis, Kishe et Uranus, le héros doit invoquer une armée de démons et les mener dans une guerre contre le mal.

## Système de jeu
Les combats dans Revelations: The Demon Slayer se présentent sous une forme classique, basée sur du texte. Comme dans tout les autres jeux de la série Megaten, le joueur peut recruter des démons jusqu'à un total de 100, ici via un système de questions, et les fusionner pour en créer de plus puissants. Contrairement à d'autres jeux Megaten, les démons ne peuvent cependant pas monter de niveau. 
En plus d'aider le joueur pendant l'aventure, les démons peuvent affronter  l’équipe d’un ami via un mode multijoueur à la manière de Pokémon, grâce au câble link. Plusieurs sorts sont également disponibles.

## Accueil
Le jeu a reçu la note de 6,9 sur SensCritique. 
Il a également reçu la note de 25/40 de Famitsu.